# Tahajjud
Tahajjud (în arabă تهجد‎)  Este o rugăciune voluntară, efectuată de către adepții islamului. Aceasta nu este una dintre cele cinci rugăciuni obligatorii. Profetul Muhammad a fost văzut  efectuând rugăciunea Tahajjud regulat. El își încuraja tovarășii să facă această rugăciune pentru a avea parte de mai multe recompense și beneficii; de asemenea, reprezintă un mod de a purifica sufletul; o modalitate de a se apropie de imparatiei lui Dumnezeu.
Abu Darda susține că Muhammad a afirmat:" Oricine se duce la somn cu intenția de a se ridica și se roagă în timpul nopții, dar, fiind depășit de somn, nu reușește să facă asta, lui i se va considera că a făcut ceea ce a intenționat, iar somnul lui va fi socotit ca o acțiune de caritate (un act de milă) de la Domnul său pentru el .
Cel ce realizează aeastă rugăciune trebuie să facă două raka'at și apoi să își pună orice dorință vrea.

## Rugăciunea de noapte în "Sahih-ul" lui Bukhari
Sahih al-Bukhari (Arabă: صحيح البخاري), este unul dintre Al-Kutub Al-Sittah (cele șase hadisuri majore) al Islamismului Sunnit.
Aceste tradiții profetice, sau hadith, au fost colectate de către savantul persan musulman persan Muhammad al-Bukhari, după ce au fost transmise pe cale orală pentru generații.
Musulmanii suniți văd acestă lucrare ca pe una dintre cele trei de încredere colecții de hadith-uri, împreună cu cele de la  Sahih Muslim și Imamul Malik Muwatta. În unele cercuri, se consideră că este cartea cea mai autentică, după Coran.
Titlul actual al cărții se referă în mod comun la "Sahih-ul" lui al-Bukhari; în conformitate cu ceea ce susține Ibn al-Salah.

### Istoria lui  Al-Bukhari
Al-Bukhari a calatorit foarte mult de-a lungul Califatul abbasid de la vârsta de 16 ani, astfel el consideră colectarea acestor tradiții demnă de încredere.
Se spune că al-Bukhari colectase peste 300.000 de hadith și a inclus doar 2602 tradiții în Sahih-ul său.
Cartea acoperă aproape toate aspectele vieții în asigurarea unei orientări adecvate a Islamului, cum ar fi metoda de efectuare a rugăciunii și alte acțiuni de cult direct de la i profetul Islamic Muhammad.
Bukhari a terminat lucrarea în jurul anului 846, și și-a petrecut ultimii douăzeci și patru de ani de viață vizitând alte orașe și oamenii de știință; învățând hadith-urile pe care el le-a colectat. În fiecare oraș, pe care l-a vizitat, mii de oameni se adunau în moscheile principale pentru a-l  asculta recitând tradițiile.
Ca răspuns la îndoielile academicienilor din Vest, cu privire la  autenticitatea cărții care îi poartă numele, oamenii de știință subliniază faptul că învîțații hadith-urilor din acea vreme, cum ar fi Ahmad ibn Hanbal, Yahya ibn Ma'in și Ali ibn al-Madini, au acceptat veritabilitatea cărții sale și susțin că faima avută imediat după colectarea hadith-urilor nu lasă loc posibilității  de revizuire a imediat după moartea autorului.
În această perioadă de douăzeci și patru de ani, Bukhari  a făcut minore  revizuiri asupra carții sale, în special la titlurile capitolelor. Fiecare versiune este numită după naratorul său. Potrivit Ibn Hajar al-Asqalani susține că numărul de hadisuri în toate versiunile este același.

### Rugăciunea de noapte
În cartea de hadith-uri a lui al Bukhari s-au găsit șaptezeci de hadith-uri despre „ Rugăciunea nocturnă – Tahajjud.
Ibn Abbas: Când Profetul sa ridicat pe timp de noapte pentru a oferi rugăciunea Tahajjud, el obișnuia să spună: „Anta qaiyimus-samawati wal-ard wa man fihinna. Walakal-hamd, Laka mulkus-samawati wal-ard wa man fihinna. Walakal-hamd, anta nurus-samawati wal-ard. Walakalhamd, anta-l-haq wa wa'duka-l-haq, wa liqa'uka Haq, wa qualuka Haq, wal-jannatu Han wan-naru Haq wannabiyuna Haq. Wa Muhammadun, sallal-lahu'alaihi wasallam, Haq, was-sa'atu Haq. Allahumma aslamtu Laka wabika amantu, wa 'Alaika tawakkaltu, wa ilaika anabtu wa bika khasamtu, wa ilaika hakamtu faghfir li ma qaddamtu wama akh-khartu wama as-rartu wama'a lantu, anta-l-muqaddim wa anta-l-mu akh-khir, la ilaha illa anta (or la ilaha ghairuka)”  -
O, Dumnezeule! Toate laudele sunt pentru tine, Tu ești deținătorul cerurile și a pământului, și tot ce este în ele. Toate laudele sunt pentru Tine; Ai posesia cerurilor și a Pământului și tot ce este în ele. Toate laudele sunt pentru Tine; Tu ești Lumina Cerului și a Pământul și toate laudele sunt pentru Tine; Ești Regele Cerurilor și a Pământului, și toate laudele sunt pentru Tine; Tu ești Adevărul și Promisiunea Ta este adevărul, și întâlnirea cu Tine este adevărată, Cuvântul Tău adevărat și Paradisul este adevărat și Iadul este adevărat precum și Profeții sunt adevărați (Pacea fie asupra lor); si Muhammad este adevărat, precum și ziua Învierii este adevărată. O, Dumnezeule! Mă predau (voința mea) Ție, eu cred în Tine și depind de Tine. Și mă pocăiasc pentru tine, și cu ajutorul Tău mă voi lupta (cu adversarii mei, necredincioși). Te iau pe ca un judecător (să judeci între noi). Te rog, iartă-mi mie păcatele anterioare precum și pe cele viitoare; Si orice am ascuns sau dezvălui pentru că   Tu ești cel care face ca (unii oameni) să meargă înainte sau (unele) înapoi. Nu este nici unul care să fie adorat în afară de Tine.
Relatare făcută de 'Aisha: Apostolul lui Dumnezeu obișnuia să facă unsprezece Rakat, astfel că aceasta era rugaciunea sa. El prelungea atăt de mult prosternările încât cineva ar fi putut recita cincizei de versete (din Coran) înainte ca Acesta să ridice capul. Se ruga două Rakat (Sunna) înainte de rugaciunea Fajr și apoi se întindă pe partea dreaptă până când cineva venea și-l informa cu privire la rugăciune.
Povestire relatată de către Ali bin Abi Talib: Într-o noapte, Apostolul lui Dumnezeu a venit la mine și la Fatima, fiica Profetului și a întrebat: „Nu vă rugați (noaptea)? Și eu am răspuns : "Apostol al lui Dumnezeu! Sufletele noastre sunt în mâinile lui Dumnezeu și, dacă El va vrea ca noi să se ridicăm,  El ne va ridica!" Când am spus asta, el ne-a părăsit fără să spună nimic și am auzit că el și-a lovit coapsa spunând: "Dar omul este mai certăreți decât orice."
Poveste spusă de Aisha: Apostolul lui Dumnezeu obișnuia să renunțe la o faptă bună, deși el iubea să facă acest lucru, de teamă că oamenii ar putea să acționeze la ea și s-ar putea să devină obligatorie pentru ei. Profetul S-a rugat niciodată rugăciunea Duha, dar Eu am oferit-o.
Povestire amintită de Al-Mughira: Profetul obișnuia să stea (în rugăciune), sau să se roage până când ambele sale picioare se umflau. El a fost întrebat de ce (oferea o astfel de rugăciune de nesuportat) și el a spus, "nu ar trebui să fiu un sclav recunoscător".
Abdullah bin 'Amr bin Al-'As: Apostolul lui Allah mi-a spus, "rugăciunea cea mai iubită de Dumnezeu este cea a lui David, precum și posturile cele mai iubite de Dumnezeu sunt cele ale lui David. El obișnuia să dormă jumătate de noapte și apoi se ruga timp de o  treime din noapte și din nou dormea a șasea parte; de asemenea obișnuia să postească în zile alternative."
Povestire de Masruq: Am întrebat-o pe Aisha, care fapta cea  mai iubită de catre Profet. Ea a spus, "O faptă facută continuu." Am întrebat mai departe: "Când obișnuia să se trezească (în noapte pentru rugăciune)." Ea a răspuns: "El se trezea atunci când auzea cântatul unui cocoș."
Al-Ashath: El (Profetul) se trezea pentru rugăciune la auzul cântului unui cocoș.
Abu-Wa il: Abdullah a spus, "Într-o noapte am făcut rugăciunea Tahajjud cu Profetul și el am stat în picioare până ce un gând rău a venit la mine." Am spus, "Care a fost gândul rău?" El a spus, "A fost să se așeze și să îl lase pe Profet (în picioare)."
Narrated Hudhaifa : De fiecare dată când Profetul se trezea pentru rugăciunea Tahajjud, obișnuia să își curețe gura ( și dinții) cu Siwak.
Abu Huraira: Apostolul lui Dumnezeu a spus: "Satana pune trei noduri pe spatele capului la oricare dintre voi, dacă el este adormit pe fiecare nod el citește și expiră următoarele cuvinte," noaptea este lunga, deci stai adormit. ". Când cineva se trezește și își aduce aminte de Dumnezeu, un nod este anulat, iar atunci când efectuează abluțiunea, nodul al doilea se anulează, iar atunci când se face o roagă nodul treilea este anulat; astfel omul  șise ridică energic, cu o inimă bună dimineața, în caz contrar se trezește leneș și cu o inimă răutăciosă."

Abu Huraira: Apostolul lui Allah a spus: "Domnul nostru, Fericitul, Superior, vine în fiecare noapte în jos pentru noi, pe cel mai apropiat Cer, atunci când este ultima treime a nopții spunând:" Este cineva care mă Mine invocă, ca să pot răspunde la invocare? Este cineva să mă întrebe, ca să îi răspnd la cererea sa? Este cineva care caute iertarea mea, pentru ca să-l iert?”
Nafi: Ibn 'Umar a spus: În timpul vieții Profetului, am visat că aveam în mână o bucată de pânză de mătase și a zbura cu mine în oricare parte din Paradise voiam. De asemenea, am vazut că două persoane (adică îngeri) au venit la mine și au vrut să mă ia în iad. Atunci un înger ne-a întâlnit și mi-a spus să nu-mi fie frică. Apoi, el le-a spus să mă părăsească. Hafsa a povestit unul dintre visele mele Profetului și Profetul a spus, "Abdullah este un om bun dar ar trebui să facă rugăciunea de noapte (Tahajjud).!" Astfel, după aceea  'Abdullah (bin' Umar) a început facă Tahajjud. Companionii Profetului obișnuiau a-i spune visele lor (Laila-TUL-Qadr), în data de 27 a lunii Ramadan. Profetul a spus, "Eu văd că visele tale sunt de acord cu privire la ultimele zece nopti de Ramadan și așa oricine este în căutarea ar trebui să caute răspuns  în ultimele zece nopti de Ramadan."
Jabir bin 'Abdullah: Profetul obișnuia să ne învățe modul de a face Istikhara (Istikhara înseamnă a cere lui Dumnezeu ghidare cu privire la orice loc de muncă sau un act). El ne-a învățat o Sură din Coran. El a spus, "Dacă cineva dintre voi se gândește la un loc de muncă, el ar trebui să facă două rugăciuni Rakat altele decât cele obligatorii și spun (dupa rugaciune): -"  'Allahumma inni astakhiruka bi'ilmika, Wa astaqdiruka bi-qudratika, Wa as'alaka min fadlika al-'azlm Fa-innaka taqdiru Wala aqdiru, Wa ta'lamu Wala a'lamu, Wa anta 'allamu l-ghuyub. Allahumma, in kunta ta'lam anna hadha-l-amra Khairun li fi dini wa ma'ashi wa'aqibati amri (or 'ajili amri wa'ajilihi) Faqdirhu wa yas-sirhu li thumma barik li Fihi, Wa in kunta ta'lamu anna hadha-lamra shar-run li fi dini wa ma'ashi wa'aqibati amri (or fi'ajili amri wa ajilihi) Fasrifhu anni was-rifni anhu. Waqdir li al-khaira haithu kana Thumma ardini bihi." (O, Dumnezeule! Cer îndrumare de la Cunoașterea și Ghidarea Ta precum și binecuvântările Tale. Tu ești capabil și eu nu sunt. Tu știi și eu nu știu, Tu cunoști nevăzutul. O, Dumnezeule! Daca Tu ști că acest loc de muncă este bun pentru religia mea și de subzistență mea precum și în Viața mea de Apoi - (sau a spune: Dacă este bine pentru nevoile mele actuale și de mai târziu) - Atunci dispune asta pentru mine și fă-l ușor pentru mine de obținut; și apoi binecuvântează-mă pe mine în acest loc, iar dacă știți că acest loc de muncă este dăunător pentru mine în religia mea precum și în Viața de Apoi - (sau a spus: Dacă este mai rău pentru nevoile mele actuale și mai târziu) - atunci păstrează-l departe de mine și lasă-mă să fiu departe de el și dispune pentru mine ceea ce este mai bun pentru mine, si ma face mulțumiți cu acesta). Profetul a adăugat că, atunci ar trebui ca persoana să numească (se menționează) nevoia lui.
Abu Huraira: Prietenul meu (Profetul) m-a avertizat să fac trei lucruri pe care nu ar trebui să le las până mor, acestea sunt: să postesc trei zile pe lună, să fac rugăciunea Duha și să fac rugăciunea Witr înainte de somn.